# Galerie Vivienne

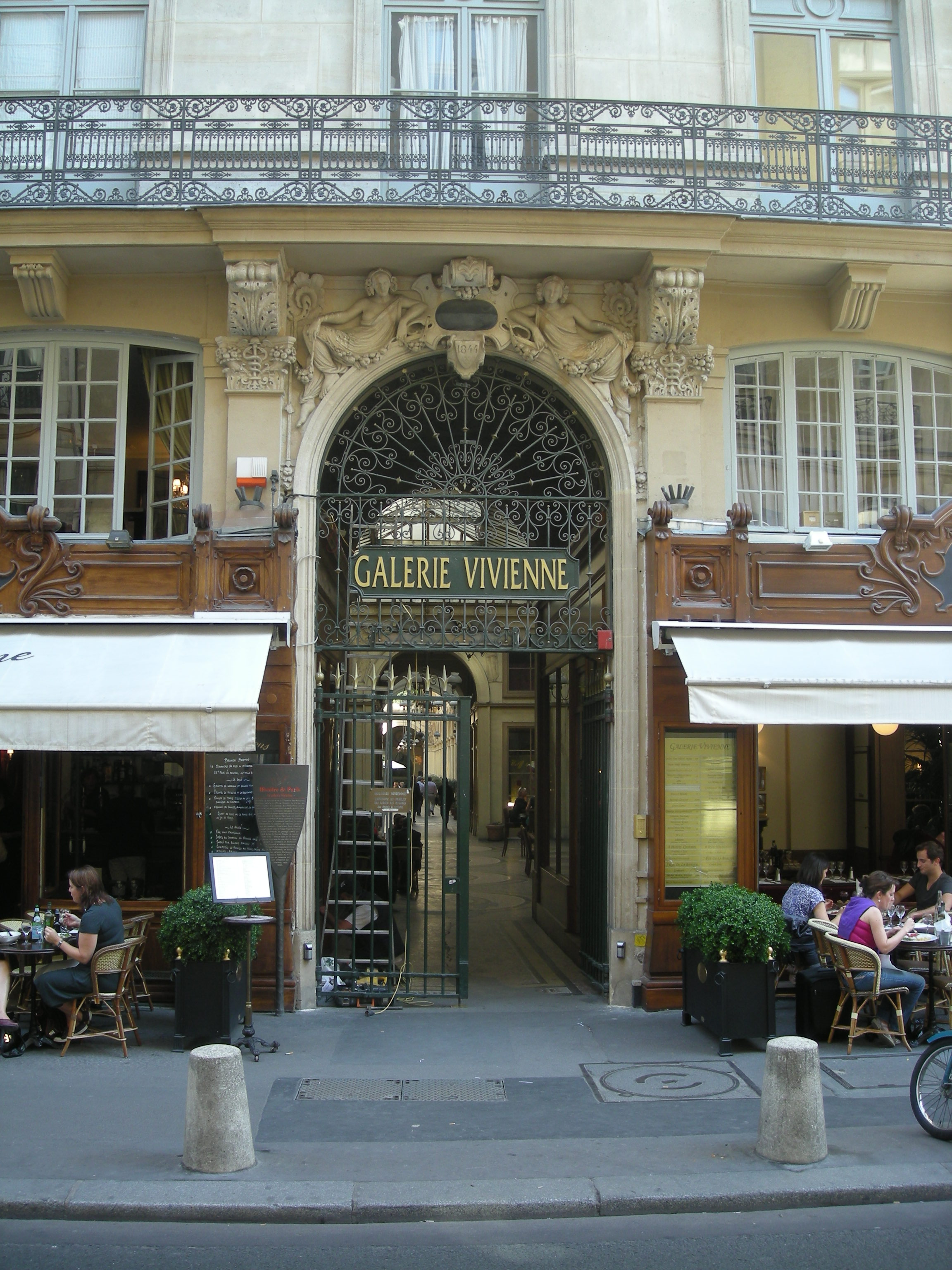
Ingang aan de rue des Petits-Champs

De Galerie Vivienne is een overdekte winkelgalerij in Parijs, geopend in 1823. De passage verbindt de rue de la Banque en de rue des Petits-Champs in het 2e arrondissement. Door het succes van deze galerij bouwde een concurrent in 1826 vlabij de Galerie Colbert, maar deze laatste kon door een minder gunstige ligging dit succes nooit evenaren. 

## Kenmerken
De galerij is gebouwd op een smal en onregelmatig perceel en bestaat daardoor uit diverse elementen, zoals een rotonde, een rechthoekige zaal en een smalle passage. Architect François-Jacques Delannoy (1755-1835) ontwierp de galerij in een neoklassieke stijl met colonnades, glazen dakkoepels en vloermozaïeken (ontworpen door Giandomenico Facchina en Mazziolo). 